# Franz-Peter Tebartz-van Elst

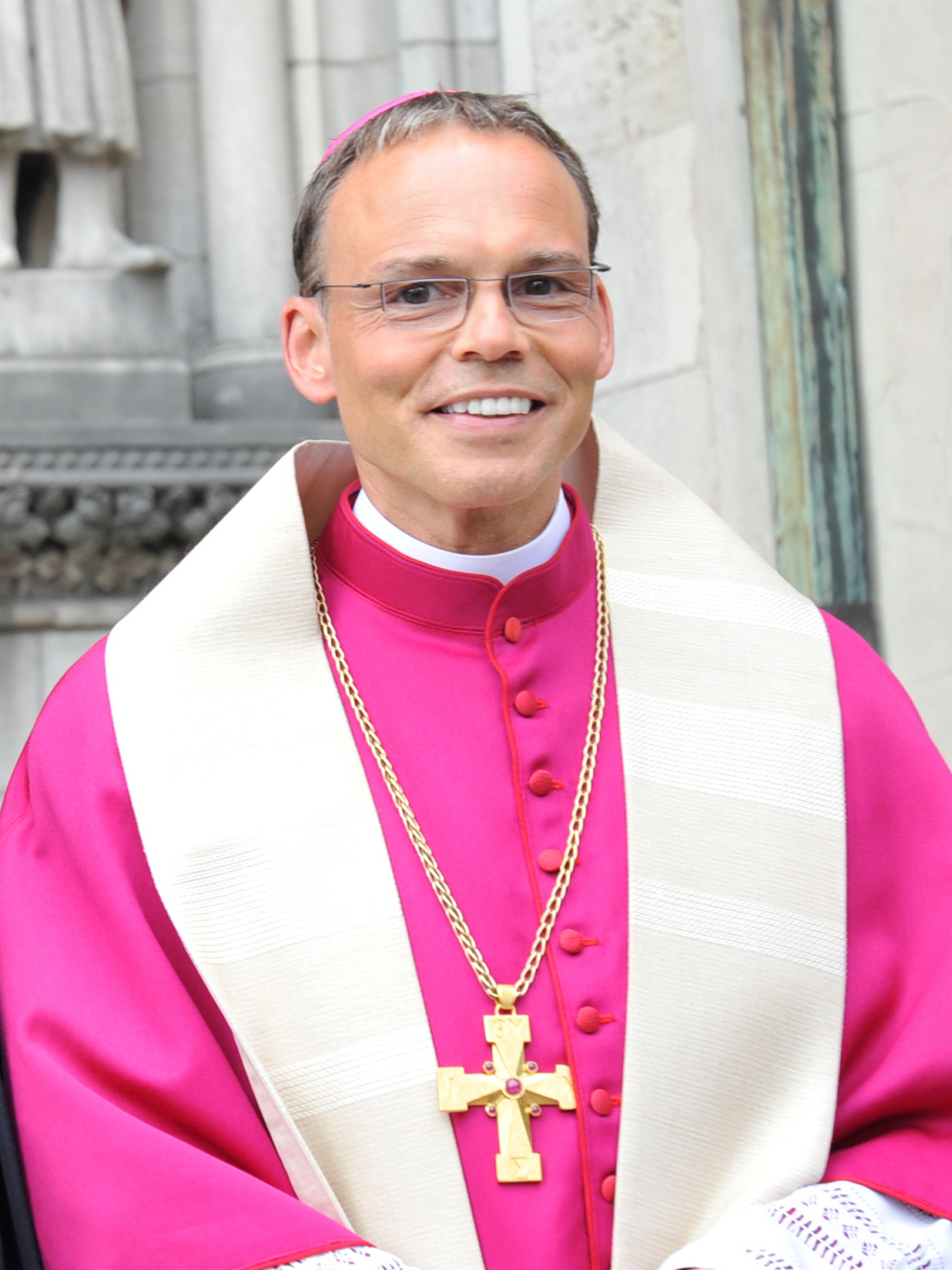
Franz-Peter Tebartz-van Elst (2012)

Franz-Peter Tebartz-van Elst (* 20. November 1959 in Twisteden, Nordrhein-Westfalen) ist ein deutscher römisch-katholischer Bischof und habilitierter Pastoraltheologe und Professor. In den Jahren 1990 bis 1996 war er Domvikar und von 2003 bis 2007 Weihbischof in Münster. Von 2008 bis 2014 war er Bischof des Bistums Limburg.
Im Herbst 2013 riefen im Bezug auf den von ihm vorangetriebenen Neubau des Bischofshauses in Limburg hohe und weithin für unverhältnismäßig gehaltene Baukosten sowie eine intransparente Projektsteuerung bundesweite Kritik hervor. Am 23. Oktober 2013 entband der Heilige Stuhl Tebartz-van Elst von seinen Pflichten als Bischof von Limburg und am 26. März 2014 nahm Papst Franziskus sein Angebot vom 20. Oktober 2013 zum Amtsverzicht an. Seit Dezember 2014 ist er Kurienbischof in Rom und Delegat im Dikasterium für die Evangelisierung mit Zuständigkeit für die Katechese.

## Leben
Tebartz-van Elst wurde als zweites von fünf Kindern einer Landwirtsfamilie in Twisteden, heute Ortsteil des niederrheinischen Wallfahrtsortes Kevelaer, geboren. Sein Bruder Johannes und seine Schwägerin Josefine Winkels-Tebartz-van Elst legten den dortigen Familienfreizeitpark Irrland an. Ein weiterer Bruder, Ludger Tebartz van Elst, ist Professor für Psychiatrie.
Franz-Peter Tebartz-van Elst besuchte in den Jahren 1966 bis 1969 die katholische Grundschule in Kevelaer-Twisteden, von 1969 bis 1975 das Realgymnasium am Westwall in Geldern und von 1975 bis 1978 das St.-Pius-Gymnasium Coesfeld, wo er sein Abitur ablegte. Im September 1978 trat er in das Priesterseminar des Bistums Münster ein und studierte von 1978 bis 1983 Philosophie und katholische Theologie an der Westfälischen Wilhelms-Universität Münster und der Albert-Ludwigs-Universität Freiburg. Am 8. Januar 1984 empfing er die Diakonenweihe und am 26. Mai 1985 im Dom zu Münster die Priesterweihe durch den Münsteraner Diözesanbischof Reinhard Lettmann. Anschließend war er Kaplan in St. Johannes Baptist in Altenberge. In den Jahren 1988 bis 1990 wurde er freigestellt für weitere theologische Studien an der University of Notre Dame in Indiana und in Frankreich. Von 1990 bis 1996 war er Domvikar und Domkaplan am St.-Paulus-Dom.
Im Jahr 1993 wurde er mit einer Arbeit zum Erwachsenenkatechumenat an der Universität Münster mit summa cum laude zum Doctor theologiae promoviert. 1996 erhielt er einen Lehrauftrag an der Universität Münster. 1998 habilitierte er sich dort mit der Schrift „Gemeinde in mobiler Gesellschaft“ im Fach Pastoraltheologie und erhielt die Venia legendi für Pastoraltheologie, Katechetik und Homiletik. Ende 2001 erfolgte der Ruf auf die Professur für Pastoraltheologie und Liturgiewissenschaft an der Universität Passau, die er bis 2004 innehatte.
Seine Publikationen wurden in der Pastoraltheologie rezipiert, etwa seine Kritik an der einseitigen Fokussierung auf die Gemeindetheologie nach dem Zweiten Vatikanischen Konzil, seine Untersuchung der Wirkungen der gewachsenen Mobilität für die Gemeindebildung und sein Eintreten für das Erwachsenenkatechumenat als „Modell für die Neuevangelisierung“ einer säkularisierten Gesellschaft. Seine Promotionsschrift wurde als eine von wenigen Ausnahmen beachtet, die die Institution des Katechumenats in missionarischer Tradition wissenschaftlich behandelt habe.
Im Jahr 2005 ernannte der Kardinal-Großmeister Carlo Furno ihn zum Großoffizier im Ritterorden vom Heiligen Grab zu Jerusalem. Am 1. Oktober 2005 wurde er durch Anton Schlembach, den Großprior der deutschen Statthalterei, investiert. Er gehörte bis zu seinem Austritt im Oktober 2020 dem Päpstlichen Laienorden in der Komturei Pater Maximilian Kolbe in Frankfurt am Main an.
Seit 2007 ist er Ehrendomkapitular des Bistums Münster. Er ist zudem Ehrenmitglied der katholischen Studentenverbindungen K.St.V. Arminia Bonn im KV (2010) und in der K.D.St.V. Greiffenstein (Breslau) zu Frankfurt am Main im CV (2013).
Nach seinem Verzicht auf das Amt des Bischofs von Limburg, im Herbst 2013, verließ er im Mai 2014 die Limburger Bischofsresidenz und zog auf Einladung des bayerischen Diözesanbischofs Rudolf Voderholzer nach Regensburg.

## Bischof

### Weihbischof in Münster
2003 ernannte Papst Johannes Paul II. Tebartz-van Elst zum Titularbischof von Girus Tarasii und zum Weihbischof in Münster. Am 18. Januar 2004 empfing er durch Diözesanbischof Reinhard Lettmann die Bischofsweihe. Mitkonsekratoren waren Werner Thissen, Erzbischof von Hamburg, und Alfons Demming, Altweihbischof in Münster. Sie waren seine Vorgänger als Regionalbischöfe für die Region Borken/Steinfurt gewesen. Tebartz-van Elst gehört dem Münsteraner Domkapitel weiterhin als Ehrendomkapitular an.

### Bischof von Limburg
Tebartz-van Elst wurde durch das Limburger Domkapitel gewählt und am 28. November 2007 von Papst Benedikt XVI. zum neuen Bischof des Bistums Limburg ernannt. Er war bei seinem Amtsantritt der jüngste Diözesanbischof Deutschlands. Sein Vorgänger war Franz Kamphaus.
Am 10. Januar 2008 wurde Tebartz-van Elst in der hessischen Staatskanzlei auf die Verfassungen und Regierungen von Hessen und Rheinland-Pfalz vereidigt. Erzbischof und Metropolit der Kirchenprovinz Köln Joachim Kardinal Meisner inthronisierte ihn am 20. Januar 2008 im Limburger Dom.
2008 wurde er Mitglied der Pastoralkommission der Deutschen Bischofskonferenz und der Kommission Weltkirche der DBK.

### Wahlspruch und Wappen
Als Bischof wählte Franz-Peter Tebartz-van Elst den Wahlspruch: In Christo baptizati, Christum induistis – „Ihr alle, die ihr auf Christus getauft seid, habt Christus als Gewand angelegt“ (Gal. 3,27).
Der Komponist Ludger Stühlmeyer vertonte 2019 den bischöflichen Wahlspruch Tebartz-van Elsts als Antiphon für Chor (SATB) a cappella und als Motette für Chor (SATB) und Orgel. Das Vorwort zu den Vertonungen schrieb Kurienkardinal Paul Josef Cordes.
| Bischofsamt            | Wappen | Blasonierung des Schildes |
| ---------------------- | ------ | --- |
| Weihbischof in Münster |        | Im Wappen des Weihbischofs symbolisieren die silberweißen Linien die drei Flüsse Rhein, Maas und Niers und das Wasser der Taufe. Die drei goldenen Ähren symbolisieren die Eucharistie und das untere goldene Dreieck den stilisierten Schutzmantel des Gnadenbilds der Madonna von Kevelaer und Marias als Mutter der Kirche. Linien und Ähren sind auch Zeichen der bäuerlichen und niederrheinischen Herkunft des Bischofs. Der rote Balken auf goldenem Grund im oberen Dreieck ist das Wappen des Bistums Münster. Hinter dem Wappenschild steht das Bischofskreuz, darüber der grüne Bischofshut (Galero) mit sechs grünen Quasten (fiocchi), darunter der Wahlspruch. |
| Bischof von Limburg    |        | Geviert, der Schild des Limburger Bischofswappens zeigt im ersten Feld das Bistumswappen von Limburg: ein rotes Kreuz auf silberweißem Grund und ein goldenes Schwert auf rotem Grund, das einen blaugoldenen Drachen (St. Georg) tötet. Das zweite Feld enthält die Symbole der Schutzmantelmadonna von Kevelaer, das dritte die goldenen Ähren und silberweißen Flüsse, das vierte einen roten Balken auf goldenem Grund, der das Wappen des Bistums Münster darstellt. |

### Standpunkte und Kontroversen

#### Missbrauch in der katholischen Kirche
Im Jahre 2010 wurden verstärkt Fälle des sexuellen Missbrauchs in der römisch-katholischen Kirche in Deutschland bekannt. Die Deutsche Bischofskonferenz reagierte im September 2010 zunächst mit einer Rahmenordnung zur Prävention von sexuellem Missbrauch an Minderjährigen. Diese Rahmenordnung wurde auch im Bistum Limburg umgesetzt. Vertuschungen und Versetzungen, wie es noch unter seinen Vorgängern üblich gewesen war, hatten nach Darstellung in der Zeitung Deutsche Tagespost (Juni 2020) unter Tebartz-van Elsts Leitung ein Ende. Nach Erscheinen der Ergebnisse des im Auftrag der deutschen Bischofskonferenz durchgeführten Forschungsprojekts zum Thema Sexueller Missbrauch in der römisch-katholischen Kirche in Deutschland (MHG-Studie) im Jahr 2018 beauftragte das Bistum Limburg ein Projekt „Betroffene hören – Misstrauen verhindern“, das auf der MHG-Studie fußt und von 2019 bis 2020 durchgeführt wurde. Es geht auf die Rolle von Bischof Tebartz-van Elst in Bezug auf Aufklärung und Verhinderung von sexuellem Missbrauch durch Priester nicht ein, nur auf die von Generalvikar und Personalverantwortlichen. In dem Bericht über das Projekt wird darauf hingewiesen, dass „der Machtmissbrauch, den viele Einzelpersonen und das Bistum Limburg insgesamt durch Bischof Tebartz van-Elst erlitten haben“, im Projekt ausgeklammert werde, da dadurch der Projektauftrag überstiegen würde. Allerdings wird die Aufarbeitung dieses Problemkomplexes in einem eigenen Projekt dringend angeregt.

#### Ehe und Familie
Im August 2008 segnete der Wetzlarer Priester Peter Kollas zusammen mit einem evangelischen Pfarrer ein gleichgeschlechtliches Paar im Wetzlarer Dom. Tebartz-van Elst berief Kollas daraufhin vom Amt des Bezirksdekans ab, weil er gegen die römisch-katholische Lehre verstoßen habe, nach der ausgeübte Homosexualität „in sich nicht in Ordnung“ sei. Es dürfe nicht der falsche Eindruck entstehen, die katholische Kirche stelle homosexuelle Lebensgemeinschaften der Ehe gleich. Nach der Erklärung des Heiligen Stuhls vom Mai 2010 gebe es kein Fundament für eine Analogie zwischen homosexuellen Lebensgemeinschaften und dem „Plan Gottes über Ehe und Familie“, sodass alle Katholiken der Gleichstellung beider Lebensformen widerstehen und „angemessene Formen der Seelsorge“ für homosexuelle Paare suchen müssten. Kollas bleibe Priester, aber seine Abberufung als Bezirksdekan solle wegen vieler Beschwerden von Katholiken „weiteren Schaden“ vom Bistum abwenden. Kollas widersprach dieser Begründung: Es gehe nicht um das Sakrament der Ehe, sondern darum, ob ein Priester zwei Menschen ein gewünschtes „Wort der Liebe und Barmherzigkeit Gottes für ihr gemeinsames Leben“ verweigern dürfe.
Tebartz-van Elst bekräftigte am 19. August 2010 ein Verbot der deutschen katholischen Bischöfe von 2006, mit dem Schwangerenberatungsverein donum vitae zusammenzuarbeiten. Dessen Beratungsscheine hätten dazu beigetragen, dass „die Tötung ungeborenen Lebens rechtliche Deckung erfährt“. Das widerspreche dem „bedingungslosen Ja zum Leben“ der katholischen Lehre. Sein Vorgänger Bischof Franz Kamphaus hatte den von Papst Johannes Paul II. 1999 angeordneten Ausstieg aus der gesetzlichen Schwangerenkonfliktberatung abgelehnt, den Vollzug der Anordnung in Limburg 2002 jedoch hingenommen.
Von 2011 bis 26. März 2014 war Tebartz-van Elst Vorsitzender der Kommission Ehe und Familie der DBK. Er verteidigte das katholische Verständnis der Ehe als „Bund zwischen Mann und Frau in gegenseitiger Verantwortung, der für die Weitergabe des Lebens offen ist“. Deshalb sei der im Grundgesetz verankerte besondere Schutz von Ehe und Familie gerechtfertigt. Diese Bevorteilung bedeute keine ungerechtfertigte Benachteiligung anderer Lebensentwürfe.

#### Islam
Tebartz-van Elst beteiligte sich an der bundesweiten Debatte um eine Aussage des damaligen Bundespräsidenten Christian Wulff vom 3. Oktober 2010, „der Islam gehört inzwischen auch zu Deutschland“. Wulff habe die bleibende Bedeutung des „christlichen Menschenbildes“ für Rechtsstaatlichkeit, Ehe und Familie, soziales Engagement und Lebensschutz zu wenig beachtet. Der Begriff „christliche Leitkultur“ beschreibe eine gesellschaftliche Realität in Deutschland. Der Islam dagegen habe sein Verhältnis zu den universalen Menschenrechten und zum Rechtsstaat nicht geklärt. Zwangsehen und Gewalt gegen Andersgläubige würden noch immer mit Aussagen des Korans gerechtfertigt. Ohne Klärung dieser Fragen komme eine Gleichstellung des Islam mit Judentum und Christentum nicht in Frage. Nur aus seinen christlichen Wurzeln könne Europa einen sinnvollen Dialog mit dem Islam führen, der laut Papst Benedikt XVI. dringend notwendig sei.
Patrick Bahners hielt Tebartz-van Elst daraufhin vor, die katholische Kirche habe die universalen Menschenrechte selbst erst vor 45 Jahren durch die „Verabschiedung der Pastoralkonstitution ‚Gaudium et Spes‘ am letzten Sitzungstag des Zweiten Vatikanischen Konzils“ bejaht. Der emeritierte protestantische Kirchenhistoriker Gerhard Besier bezeichnete Tebartz-van Elsts Behauptung, deutsche Rechtsstaatlichkeit verdanke sich dem „christlichen Menschenbild“, als Geschichtsklitterung. Die römisch-katholische Kirche habe öfter Dekrete gegen Glaubens-, Rede-, Lehr- und Pressefreiheit wie den bis 1967 gültigen Antimodernisteneid vertreten und sich nur wegen äußerer Nötigung der Demokratie angenähert. Islamkritik von dieser Seite sei daher eine „ins Kulturkämpferische überschießende Wertegemeinschaftsrhetorik“, mit der Kirchenvertreter irrationale Ängste vor dem „bösen Anderen“ schürten und ihren demografisch immer weniger plausiblen Sonderstatus und Anspruch, die Gesellschaft zu vertreten, aufrechtzuerhalten suchten. Damit betrieben sie auch die Ablenkung von realen sozialen Gegensätzen zwischen Arm und Reich und verlagerten eine innere kirchliche Krise auf angebliche externe Ursachen.

#### Strukturreform im Bistum Limburg

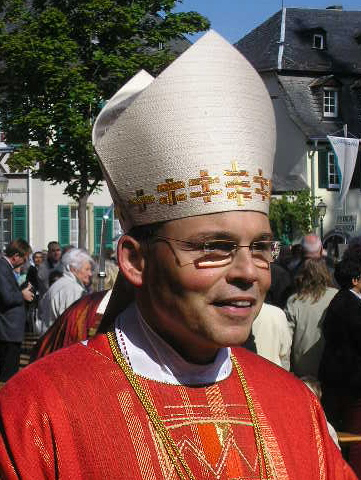
Tebartz-van Elst beim Kreuzfest in Geisenheim (2008)

Tebartz-van Elst setzte 2009 eine 1999 begonnene Strukturreform im Bistum fort, bei der mehrere Ortsgemeinden zu pastoralen Räumen zusammengelegt wurden. Dabei arbeiten hauptamtliche Priester mit Pastoralreferenten und ehrenamtlichen Mitarbeitern bei der zentralen Leitung und Verwaltung mehrerer Pfarreien zusammen, um Priestermangel auszugleichen und gestiegene Unterhalts- und Verwaltungskosten einzelner Pfarreien aufzufangen. Zunächst visitierte der Bischof wie vorgeschrieben alle Pfarreien seines Bistums. In einem länger dauernden Prozess wurden in verschiedenen Gremien neue Strukturen vorgeschlagen und in letzter Verantwortung vom Bischof entschieden. Bei der Amtsübernahme bestanden 84 pastorale Räume; sie sollten bis 2019 in ungefähr 45 „Pfarreien neuen Typs“ umgewandelt werden durch Zusammenlegungen und Umstrukturierung. Die ersten zwei neuen Pfarreien wurden zum 1. Januar 2012 gegründet, bis zum 1. Januar 2014 gegen Ende der Amtszeit entstanden so 14 neue Pfarreien. Dabei blieben die meisten bisherigen Ortskirchen als „Filialen“ einer zentralen Pfarrkirche für lokale Gottesdienste, Taufen und Sakramente erhalten, aber ihre Verwaltung wurde in einem Pfarrbüro zentralisiert.
Am 25. März 2012 schrieben etwa 30 Priester um den Frankfurter Stadtdekan Johannes zu Eltz und den Sprecher des Priesterrats Reinhold Kalteier (der spätere „Hofheimer Kreis“) einen Brief an Tebartz-van Elst zum Thema „Dialog im Bistum Limburg“. Sie hätten „zunehmend Furcht vor Bischof und Bistumsleitung“ unter kirchlichen Mitarbeitern bemerkt. Orthodoxie erhalte offenbar Vorrang vor dem seelsorgerlichen Bemühen um moderne, der Kirche oft ferne, aber für den christlichen Glauben offene Menschen. Der Bischof behindere das vom Vatikan betonte Priestertum aller Gläubigen und ehrenamtliche Engagement durch undurchsichtige Entscheidungsprozesse. Die Strukturreform habe viele Seelsorger des Bistums in eine Krise gestürzt. Pfarrer würden zunehmend Verwaltungsbeamte und hätten kaum noch Zeit für direkte Seelsorge; zugleich würden weniger Pastoral- und Gemeindereferenten als Bezugspersonen oder Pfarrbeauftragte eingesetzt und fühlten ihre Kompetenzen nicht geachtet. Dies habe „wachsende Resignation, Ermüdungserscheinungen, zunehmende Krankheitsfälle sowie Rückzugstendenzen“ erzeugt. Bei rein eucharistischen Liturgien und Sakramentalien bestehe Gefahr, dass der Priester nur noch als Liturg, kaum noch als Person erlebt werde und so Menschen mit persönlicher Spiritualität nicht mehr erreiche. Die Limburger Mitarbeiter der Caritas hätten den Eindruck, man begegne ihnen mit Skepsis und Argwohn statt Anerkennung. Hier seien ein klares Signal des Bischofs, sein hörendes Interesse und seine Wertschätzung notwendig. Der Bischofssprecher widersprach diesen Vorwürfen und bezeichnete die im Brief erhobenen Forderungen als längst umgesetzt.
Im September 2012 eröffnete Tebartz-van Elst das Bischof-Blum-Kolleg am Priesterseminar Limburg zur Ausbildung von Laien und Hauptamtlichen in nichtsakramentaler Gemeindearbeit, um den Priestermangel vor Ort auszugleichen. Es ist nach Peter Joseph Blum benannt. Das Bistum Limburg löste das Kolleg im Juni 2015 wieder auf.

#### Personalentscheidungen
Nach seinem Amtsantritt tauschte Tebartz-van Elst die Leiter der Pressestelle und des Diözesangerichts gegen vom Metropoliten der Kirchenprovinz Köln Joachim Kardinal Meisner vermittelte Personen aus und ließ Ehrentitel für enge Mitarbeiter wieder einführen. Dies bewirkte Proteste unter Priestern des Bistums Limburg. Im Juni 2009 kursierte ein Brief unter dem Titel „Aufschrei von Seelsorgern im Bistum“. Dieser Brief kritisierte „Hochglanzkitsch“, „selbstverliebte Rituale“, „leere Worthülsen“, „klerikalen Dünkel“ und warnte vor einer Gemeinschaft der „Nachbeter und Kopfnicker“ als Folge des Bischofskurses. Für Priester wie Hubertus Janssen und Albert Drexelmann verfolgte Tebartz-van Elst den „autoritäre[n] Stil einer auf Rom fixierten Klerikerkirche“, die sich vom Zweiten Vatikanischen Konzil entferne und wieder in die Zeit des Kulturkampfes und Antimodernismus um 1860 zurückgehe. Der Brief wurde von elf Priestern und der Initiative Wir sind Kirche unterstützt und kritisierte auch die Strukturreform. Laut Bistum wollte der Bischof nicht darauf antworten, da es sich um keinen direkten, sondern um einen offenen Brief handele.
Am 29. Juni 2012 entließ das Bistum Patrick Dehm, den Leiter des Frankfurter „Hauses der Begegnung“ (HdB), weil er dem Generalvikar angeblich vorgeworfen hatte, das Haus verkaufen zu wollen, und angeblich gedroht hatte, dies öffentlich zu machen. Als eigentlicher Kündigungsgrund wurde Dehms Arbeit als offenes, nicht primär konfessionsgebundes Wirken vermutet. Zwischenzeitlich hatte das Bistum Patrick Dehm andere Räumlichkeiten zur Nutzung angeboten, da das HdB sich in baulich schlechtem Zustand befand. Am 14. August erhielt Dehm wegen angeblicher Zweckentfremdung eines für interne Angebote vorgesehenen Geldbetrags eine fristlose Kündigung. Das Arbeitsgericht Frankfurt am Main wies den ersten Kündigungsgrund als haltlos zurück. Dehm lehnte ein Angebot des Bistums, bei halben Bezügen als Berater oder Religionslehrer weiterzuarbeiten, und ein Abfindungsangebot ab. Im Prozess wurde ein möglicher Interessenkonflikt bekannt: Die einzige Zeugin für Dehms Aussagen wie etwa „jetzt verscherbele das Bistum schon das Tafelsiber“ und „nicht sein Haus, sondern der Generalvikar sei das Problem, doch das werde sich beizeiten biologisch lösen“, die Immobilienmaklerin Martina Lucas-Klein, war mit Theodor Michael Lucas verheiratet, der zusammen mit Generalvikar Franz Josef Kaspar die Finanzen des Bischöflichen Stuhls Limburg beaufsichtigte. Die Initiative Kirche von unten kritisierte die Vergleichsangebote an Dehm als Versuch, profilierte und bundesweit geachtete Mitarbeiter mit „arbeitsrechtlichen Tricksereien“ loszuwerden und „eine Trendwende in Richtung eines römischen Traditionalismus zu forcieren, unter Missachtung gewachsener pastoraler Traditionen und Strukturen.“ Das Arbeitsgericht hob Dehms fristlose Kündigung als rechtswidrig auf und sprach ihm eine Abfindung zu. Er blieb bis zum Fristablauf (31. März 2013) beurlaubt. Seine Stelle blieb unbesetzt, obwohl das Bistum die Bedeutung der Einrichtung für junge Erwachsene betonte. In zwei Briefen wandten sich Weggefährten Dehms mit der Bitte an Tebartz-van Elst, den Kontakt mit ihm zu suchen und ihn wieder einzustellen.
Im Juli 2013 wurde eine Bemerkung des Frankfurter Stadtdekans Johannes zu Eltz bekannt: Der Bischof solle sieben Jahre lang die „armseligste Großpfarrei im Bistum ohne bischöfliche Privilegien als einer von uns, als Pfarrer“, leiten. Danach werde er als Bischof alle je von ihm gewünschte Zustimmung und allen Gehorsam erhalten. Eltz erklärte im Heute-journal, der Bischof könne der Vertrauenskrise im Bistum nur mit der Bereitschaft, Rechenschaft abzulegen, und „einer ganz starken Bemühung, Vertrauen zurückzugewinnen“, begegnen. Er hob den freiwilligen Rücktritt von Papst Benedikt XVI. als „vorbildliches Handeln in einer Krise“ hervor. Der Hofheimer Kreis schlug Tebartz-van Elst eine Kommission vor, die Vertrauen in der Diözese wiederherstellen solle. Tebartz-van Elst wies die Aussagen des Stadtdekans und „falsche Tatsachenbehauptungen in der FAZ“  zurück und forderte, diese „Richtigstellung“ in den Gemeinden bekannt zu machen. Eltz fasste diese Aussagen als scharfe Rüge und Rücktrittsforderung auf und bat, sie den Gemeinden schriftlich zuzuleiten. Tebartz-van Elst erklärte, er habe keinen Rücktritt verlangt, sondern nur allgemein gefragt, ob jemand, der die Loyalität zum Bischof öffentlich verletze, sein ihm anvertrautes Amt weiter ausüben könne. Daraufhin solidarisierten sich Frankfurter Synodale mit Eltz. Priester kritisierten den Bischof offen in ihren Predigten. Der Limburger Priesterrat forderte „dringend eine umfassende Informations- und Transparenzoffensive“, die Übernahme der Verantwortung für Fehler und genaue Aufklärung über Flug-, Bau- und Anschaffungskosten seiner Vorhaben von ihm.
Am 25. August 2013 verlas der Vorsitzende der „Stadtversammlung der Frankfurter Katholiken“ Christoph Hefter nach einem Hochamt im Frankfurter Dom einen offenen Brief an Tebartz-van Elst. Der Hofheimer Kreis habe zu Recht gewarnt, dass die Zukunft des Bistums „in hohem Maß gefährdet“ sei. Die Leitung müsse „umgehend einen anderen Weg einschlagen“, wenn sie die katholische Kirche „glaubhaft und glaubwürdig vertreten“ wolle. Bis zur Übergabe am 6. September 2013 unterzeichneten 4400 Limburger Katholiken den Brief. Der Bund der Deutschen Katholischen Jugend (BDKJ) im Bistum Limburg schloss sich den Forderungen darin mit einem eigenen offenen Brief an.
Am 27. August 2013 diskutierte das Domkapitel über die Lage im Bistum. Laut Barbara Wieland, Präsidiumsmitglied der Limburger Diözesanversammlung, hätten auch andere etwa durch die Weitergabe vertraulicher Informationen zur Vertrauenskrise im Bistum beigetragen. Tebartz-van Elst werde „vieles unterstellt, was nicht stimmt“. Das Forum Deutscher Katholiken rief dazu auf, ihn gegen eine „verschärfte Kampagne“, die sich eigentlich gegen seine „kirchentreue theologische Einstellung“ richte, zu unterstützen.
Am 28. August 2013 sprach Tebartz-van Elst im Vatikan mit Kardinal Marc Ouellet, dem Präfekten der Kongregation für die Bischöfe, der ihm „größte Unterstützung und Solidarität in der aktuellen Situation“ zusicherte. Am 30. August bat er den Heiligen Stuhl um eine Apostolische Visitation. Am 31. August räumte er in einem Hirtenbrief Fehler ein und warb um Vertrauen bei seinen Kritikern und den Gläubigen. Am 3. September lehnte die Bischofskongregation die beantragte apostolische Visitation ab, kündigte aber an: Wegen der unübersehbaren Belastungen der Einheit zwischen Bischof und Volk und drohenden Beschädigung der Integrität des Bischofs werde Papst Franziskus den Kardinal Giovanni Lajolo nach Limburg senden.

### Flugkosten und Strafverfahren
Im Januar 2012 reisten Tebartz-van Elst und Generalvikar Kaspar zu einem Besuch sozialer Projekte nach Bangalore (Indien). Im April erkundigte sich das Nachrichtenmagazin Der Spiegel beim Bistum, ob die Flüge dorthin erster Klasse erfolgten, wie teuer sie waren und wer sie bezahlte. Darauf antwortete das Bistum am 5. April, die Reise sei wie üblich in der Business Class gebucht worden. Nur diesmal hätten beide Reisende ihre Flugtickets mit privat gesammelten Bonusmeilen hochgestuft. Am 11. August 2012 antwortete der Bischof auf die Rückfrage des Spiegel-Journalisten Peter Wensierski „Aber erster Klasse sind Sie geflogen?“: „Business Class sind wir geflogen.“ Am 15. August verlangten die Anwälte des Bistums von Wensierski und dem Spiegel eine Unterlassungserklärung für die Aussage, der Bischof sei erster Klasse mit dem Flugzeug nach Indien geflogen. Dass dies unwahr sei, wisse Wensierski schon aus dem Bistumsschreiben vom 5. April. Auf dessen weitere Nachfrage bestätigte das Bistum jedoch am 16. August, dass die in der Business Class gebuchten Flüge durch private Zuzahlung Kaspars auf die erste Klasse hochgestuft worden seien.
Am 22. August 2012 berichtete Wensierski über sein Gespräch mit dem Bischof vom 11. August, dessen Hin- und Rückflug erster Klasse und die Schlafmöglichkeit in der Business Class. Am 1. September erklärte Tebartz-van Elst, er habe nur dieses Mal ein Upgrade des Flugtickets angenommen, um während des Fluges schlafen und dann ausgeschlafen seine Termine wahrnehmen zu können. Er brauche keinen Luxus und werde „es so nicht mehr machen“. Das Bistum beantragte eine einstweilige Verfügung gegen den Spiegel, für die Tebartz-van Elst am 7. September 2012 eine Versicherung an Eides statt abgab: Im Dialog am 11. August seien weder Wensierskis Rückfrage noch seine Antwort wie zitiert erfolgt. Nachdem der Spiegel eine Filmaufnahme des Dialogs veröffentlicht hatte, zog das Bistum den Unterlassungsantrag zurück. Am 25. September 2013 beantragte die Staatsanwaltschaft Hamburg einen Strafbefehl gegen Tebartz-van Elst wegen falscher Versicherung an Eides statt in zwei Fällen. Dieser räumte seine Falschaussage gegenüber dem Gericht ein und musste eine Geldauflage von 20.000 Euro zahlen. Daraufhin wurde das Verfahren im Dezember 2013 endgültig eingestellt.

### Diözesanes Zentrum Sankt Nikolaus

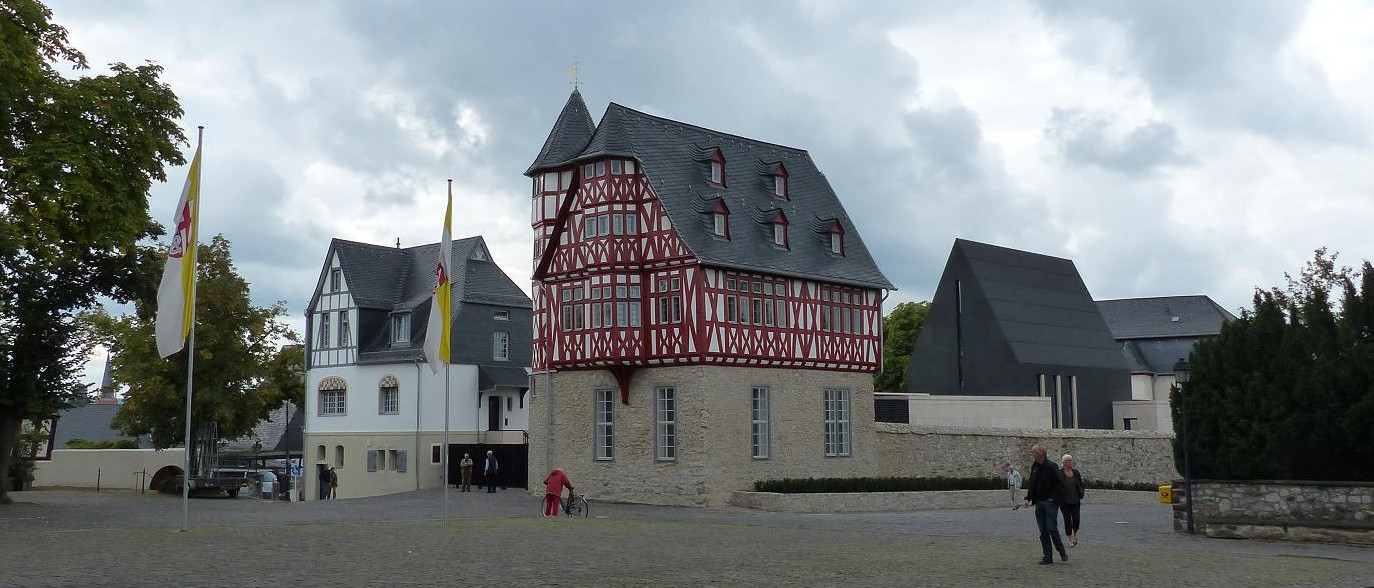
Diözesanes Zentrum St. Nikolaus in Limburg

2004 hatte das Domkapitel den „Neubau des Bischofshauses auf dem Gelände der alten Vikarie gegenüber dem Limburger Dom“ angestoßen. Die konkrete Bauplanung nach den Wünschen von Tebartz-van Elst begann im Dezember 2007. Während der Sedisvakanz bis Januar 2008 konnte das Domkapitel keine rechtmäßigen Beschlüsse treffen. Nach dem Amtsantritt von Tebartz-van Elst umfasste das Bauprojekt die Restaurierung und den Ausbau der alten Vikarie, der Küsterwohnung und Stadtmauer, den Neubau einer Bischofswohnung, einer Bischofskapelle, eines Schwesternhauses, von Empfangs- und Sitzungsräumen, Außenanlagen und weiteren Gebäuden. Bis Januar 2008 hatte das Domkapitel die Kostenobergrenze nach Protesten von sieben auf 1,65 Mio. Euro herabgesetzt. Das Domkapitel begrenzte die Gesamtkosten dafür am 7. Februar 2008 auf zwei Mio. Euro. 2,5 Mio. Euro stammten aus Kirchensteuern und wurden 2004 in den Haushalt der Diözese Limburg eingestellt. Den übrigen Teil trug der „Bischöfliche Stuhl“, eine 1827 gegründete Stiftung (Rechtsform: Körperschaft öffentlichen Rechts) für den Unterhalt der Limburger Bischöfe. Rechenschaft schuldete der Stuhl seit 2008 nur noch dem Bischof und dessen Generalvikar, nicht mehr dem Domkapitel.
Im Jahr 2010 berief Tebartz-van Elst Jochen Riebel (CDU), Theodor Michael Lucas (Josefs-Gesellschaft) und Carl-Friedrich Leuschner (Wirtschaftsprüfer) in einen „Vermögensverwaltungsrat des Bischöflichen Stuhls“, der Vermögenswerte, Erträge und Ausgaben zur Finanzierung des Bauprojekts intern kontrollieren, aber nicht veröffentlichen sollte. Der Rat traf sich erstmals im Frühjahr 2011. Das Bistum verwies Kritiker auf ihn; der Bischof könne nicht frei über das Vermögen des Bischofsstuhls verfügen.
Im August 2012 wurden 5,5 Mio. Euro Gesamtkosten veranschlagt, davon 200.000 Euro für die Wohnung des Bischofs, 300.000 Euro für seine Privatkapelle, 500.000 Euro für den Verwaltungs- und Gästebereich, zwei Mio. Euro für die Sanierung der historischen Mauern und Darstellung der archäologischen Funde sowie 2,5 Mio. Euro für die Sanierung der Alten Vikarie und des Küsterhauses. Die Bauherren rechneten im August 2012 mit einer Kostensteigerung auf über neun Mio. Euro, nannten aber wegen möglicher weiterer „Überraschungen“ keine endgültige Gesamtsumme. Das Bistum nannte das Bauprojekt nun „Diözesanes Zentrum Sankt Nikolaus“, da es nicht nur als Bischofsresidenz diene.
Der Bau war von wachsender öffentlicher Kritik begleitet. Am 28. Juni 2013 erklärte der leitende Architekt Tilman Staudt die Kostensteigerung mit der notwendigen handwerklichen Sanierung der Altbauten und der Mauern, deren Umfang erst bei den Bauarbeiten erkannt worden sei. Die Maßnahmen entsprächen dem Denkmalschutz und seien in enger Abstimmung mit dem Landesamt für Denkmalpflege Hessen (LfDH) erfolgt.
Bei der Eröffnung des Diözesanzentrums am 29. Juni 2013 gab das Bistum Gesamtkosten von 9,85 Mio. Euro bekannt, ohne diese Kostensteigerung zu erklären. Nachdem der Vermögensverwaltungsrat am selben Tag eine Korrektur der Angaben verlangte, erklärte das Bistum am 1. Juli, die zuerst genannten Kosten umfassten nur die Sanierung der Altbauten. Die Gesamtkosten könnten „wesentlich höher“ ausfallen. Im Juli verpflichtete sich Tebartz-van Elst schriftlich gegenüber dem Domkapitel, das Finanzgebaren seines Bistums beim Bau des Bischofshauses von einer eigens bestellten Kommission der Deutschen Bischofskonferenz prüfen zu lassen. Er erklärte in einem Hirtenbrief vom 31. August 2013, es werde „alles dafür getan“, die Kostenfrage „klipp und klar zu beantworten“. Er sehe „einige Entscheidungen heute mitunter in einem anderen Licht“.
Der vom Vatikan entsandte Kardinal Lajolo besuchte das Bistum vom 9. bis 15. September 2013 und gab am 14. September mit Tebartz-van Elst, Domkapitel und Domdekan eine gemeinsame Erklärung heraus: Er werde Papst Franziskus umfassend von seinen vielfältigen Gesprächen im Bistum Limburg informieren. Der Bischof werde alle Baukosten umgehend feststellen lassen und der von ihm erbetenen DBK-Prüfungskommission zugänglich machen. Deren Abschlussbericht werde veröffentlicht. Der Bischof werde die kirchenrechtlich vorgesehenen Beratungsorgane regelmäßig und verlässlich zur Leitung des Bistums heranziehen. Das Domkapitel werde „diesen Weg des Bischofs aufmerksam und loyal begleiten“. Lajolo rief bei einem Abschlussgottesdienst zu einem Neuanfang im Bistum Limburg auf. Tebartz-van Elst bat zuvor um Verzeihung und Nachsicht dort, „wo ich Sie enttäuscht und verletzt habe“. Seine Selbstverpflichtung wurde als Bestätigung für entsprechende Versäumnisse gedeutet. Am 23. September 2013 erklärte der damalige DBK-Vorsitzende Robert Zollitsch, die ganze Kirche in Deutschland leide unter den Berichten über die Kostenexplosion des Bischofsbaus in Limburg.
Am 7. Oktober 2013 gab der Vermögensverwaltungsrat bekannt, man habe bei einer „verwaltungsinternen Kostenrechnung“ bisherige Gesamtkosten des Gebäudekomplexes von mindestens 31 Mio. Euro festgestellt. Hinzu kämen Baunebenkosten in Millionenhöhe, über die die Stadt Limburg ein Gutachten erstellen lasse. Ratsmitglied Jochen Riebel erklärte am 8. Oktober 2013, Tebartz-van Elst habe die Bekanntgabe dieser Gesamtkosten verbieten wollen und dem Rat trotz mehrerer Mahnungen weder Haushaltspläne für 2012 und 2013 noch entsprechende Einzelpläne vorgelegt und ihn so „hinter das Licht geführt“. Entgegen den Statuten des Bischöflichen Stuhls seien die einzelnen Bauvorhaben außer einer Anfinanzierung von 600.000 bis 800.000 Euro in keinem Haushaltsplan genehmigt worden. Tebartz-van Elst sei „entweder ein raffinierter Betrüger oder krank“. Wäre der Bischof ein „Ehrenmann“, müsse er zurücktreten. Am 11. Oktober 2013 ergänzte Riebel, der Vermögensverwaltungsrat habe fast 16 Mio. Euro als „Zwischenfinanzierung“ vorläufig gebilligt und folglich eine grobe Kenntnis von den Kostensteigerungen gehabt. Die Limburger Stadtverwaltung rechnete wegen der durch die Bauarbeiten entstandenen Schäden an Nachbarbauten mit hohen Folgekosten. Daher wurde ein weiterer Anstieg der Gesamtkosten auf bis zu 40 Mio. Euro erwartet.
Der Priesterrat, der „Hofheimer Kreis“, die Initiative „Wir sind Kirche“ und weitere Limburger Katholiken forderten Tebartz-van Elst zum Amtsverzicht auf. Die Bistumsverwaltung erklärte, der Bischof sei für die geistliche Leitung, aber nicht für die Verwaltung der Baufinanzierung zuständig. Am 8. Oktober 2013 hielten das Präsidium der Limburger Diözesanversammlung und der Vorstand des Diözesansynodalrats dem Bischof gemeinsam einen „beängstigenden Umgang mit der Wahrheit“ und „bewusste Fälschung“ in Bezug auf seine Angaben zum Bischofsbau vor. Der Bischof stehe dem kirchlichen Verkündigungsauftrag „gewaltig im Weg“. Man bitte den Papst um eine hilfreiche Entscheidung. Der Münsteraner Kirchenrechtler Thomas Schüller forderte am 9. Oktober vom Papst eine Amtsenthebung des Bischofs. Auch der Vermögensverwaltungsrat solle zurückzutreten, da er sich jahrelang Haushaltspläne habe vorenthalten lassen und somit seine Kontrollfunktion nicht erfüllt habe.
Tebartz-van Elst rechtfertigte einen Teil der Baukosten am 10. Oktober 2013 in der Bildzeitung mit Denkmalschutzauflagen. Das LfDH hatte dies am 8. Oktober bestritten. Der beratende Architekt Stephan Dreier nannte diese Rechtfertigung eine „dreiste Lüge“. Nur die Fachwerkkonstruktion der Alten Vikarie sei nach Denkmalspflege saniert worden; das habe höchstens 400.000 Euro gekostet. Weit teurer seien der gegen seine Empfehlung erfolgte Ausbau des Dachgeschosses, das Tieferlegen des Erdgeschosses und Arbeiten unterhalb der Grundmauern gewesen.
Riebel nannte bauliche Änderungs- und Zusatzwünsche des Bischofs als Ursachen der Kostensteigerung, wie etwa Schreinerarbeiten für die Bischofswohnung (350.000 Euro), eine freistehende Badewanne (15.000 Euro), Kunstwerke (450.000 Euro), Kapellenfenster (100.000 Euro), einen nachträglich eingebauten Seilzug für einen Adventskranz (50.000 Euro) und einen Tisch im Konferenzraum (25.000 Euro). Änderungen und Extras hätten sich schon bei der Bischofswohnung auf drei Mio. Euro summiert. Zudem sei eine zweite, ebenfalls 130 m² große Wohnung darunter in den Fels gefräst worden. Diese habe die Stadt zuerst als fensterlose Technik- und Kellerräume, später teilweise als Wohnraum, nun mit Fenstern, genehmigt. Das Bauergebnis habe so niemand beschlossen und genehmigt. 20 Mio. Euro hätten die Neubauten insgesamt gekostet, das entspreche 10.000 Euro pro Quadratmeter. Nach am 12. Oktober 2013 veröffentlichten internen Dokumenten zu Bauplanungen und Kosten einzelner Baumaßnahmen ließ Tebartz-van Elst fertiggestellte Bauabschnitte wieder abreißen und baulich verändern. Dies habe „exorbitante“ Kostensteigerungen verursacht. Das gesamte Bauprojekt soll den Bischöflichen Stuhl fast ein Drittel seines Vermögens gekostet haben.
Laut Medienberichten wurde dem neu gegründeten Vermögensverwaltungsrat im Sommer 2011 ein Gesamtkostenvolumen von 17 Mio. Euro vorgelegt. Die Summe sei in zehn Einzelprojekte von jeweils unter fünf Mio. Euro gestückelt worden, so dass keins davon dem Vatikan angezeigt werden musste. Ein Jahr später habe der Vermögensverwaltungsrat eine Zwischenfinanzierung in Höhe von 15,7 Mio. Euro genehmigt. Der Kredit sei bei der Deutschen Bank aufgenommen worden; dies habe erstmals zu einem Konflikt zwischen Bischof und Vermögensverwaltungsrat geführt. Tebartz-van Elst habe entgegen der Empfehlung des Rates verlangt, dass die Kosten nicht öffentlich werden sollten. Die Buchführung sei an die Wirtschaftsprüfungsgesellschaft KPMG in Köln ausgelagert worden, so dass nur Dombaumeister und Architekt Rechnungen und Belege zu sehen bekommen hätten. Die KPMG erhielt laut dem „Spiegel“ 2009 den Auftrag für die kaufmännische Abwicklung des Projekts und schickte damals eine grobe Kostenschätzung von 17 Mio. Euro an den Bischof und den Generalvikar Kaspar. Bis 2011 habe sie den Bischof über ihre genauere Kalkulation von 27 Mio. Euro informiert. Am 2. Oktober 2013 sagte der Architekt Staudt zu Jochen Riebel, er (Staudt) habe den Vermögensverwaltungsrat auf Anweisung des Bischofs stets über die Kosten belogen. Der Architekt Michael Frielinghaus erklärte am 14. Oktober: Die 2010 vom Bischöflichen Stuhl genannte Bausumme von 5,5 Mio. Euro habe deutlich unter der allen am Projekt beteiligten Planern bekannten Summe gelegen. Der Bischof habe die tatsächlichen Kosten von Beginn an gekannt; ihre ungefähre Höhe habe nie außer Frage gestanden. „Es gab also keine Kostenexplosion. Der Bau verlief planmäßig, es gab kaum Überraschungen.“
Nach dem vom Bischof am 1. April 2011 beschlossenen Statut des Bischöflichen Stuhls zu Limburg, das die FAZ am 14. Oktober 2011 veröffentlichte, hätte der Bischof dem Vermögensverwaltungsrat für jedes Geschäftsjahr einen Haushaltsplan vorlegen müssen. Dies unterblieb laut Riebel 2012 und 2013. Der Rat hätte eine Jahresbilanz und eine Gewinn- und Verlustrechnung anerkennen und die Geschäftsführung entlasten müssen. Dies unterblieb 2011 und 2012. Ferner musste der Rat dem Kauf und Verkauf von Immobilien durch den Bischöflichen Stuhl zustimmen. Ob das Diözesane Zentrum auch mit solchen Transaktionen finanziert und der Rat damit statusgemäß befasst war, war unklar. Der Journalist Daniel Deckers vermutete, Bischof und Generalvikar hätten einen erheblichen Teil der bisherigen Baukosten ohne vorherige Billigung des Rates, also rechtswidrig, beansprucht und demnach fälschlich behauptet, ohne Zustimmung des Rates kein Vermögen des Stuhls ausgeben zu können. Der Rat hätte laut Statut auf der Vorlage von Haushaltsplänen bestehen und die vorgeschriebene Entlastung verweigern müssen. Andernfalls hätte er sich an den Apostolischen Stuhl in Rom oder die Kleruskongregation als Aufsichtsbehörde wenden können. Jedes Ratsmitglied habe jederzeit von seinem Amt zurücktreten können. 2011 verkaufte der Bischöfliche Stuhl Wohnungen für 6,8 Millionen Euro an das Bistum. Der Betrag lag nach Presseberichten weit unter ihrem Wert. Daher ermittle die Staatsanwaltschaft Limburg a. d. Lahn auch gegen Generalvikar Kaspar. Dieser galt als treibende Kraft des Bauprojekts.
Nach von Kathnet am 17. Oktober 2013 auszugsweise veröffentlichten Sitzungsprotokollen hatte der Vermögensverwaltungsrat am 1. Juli 2011 Baukosten für 2011 von 17 Mio. Euro „festgestellt“. Am 28. August 2013 wurde ein „offener Dissens“ darüber protokolliert, welche Summe zur „Zwischenfinanzierung“ des Baus der Rat bei früheren Sitzungen genehmigt hatte. Man habe sich auf 29,5 Mio. Euro geeinigt und diese Summe plus zwei weitere Millionen nachträglich einstimmig beschlossen. Nach Angaben Kaspars sei Jean-Claude Périsset, damals Apostolischer Nuntius in Deutschland, vor Baubeginn über die zehn Einzelprojekte in Limburg informiert worden und habe der Aufteilung damals wie auch bei einem späteren Besuch vor Ort „ausdrücklich zugestimmt“. Das Protokoll wurde von Kaspar und Tebartz-van Elst unterzeichnet, nicht aber von den drei Ratsmitgliedern.
Der Nuntius war nicht für die vatikanische Genehmigung des Bauprojekts zuständig. Diese hätte schriftlich erfolgen müssen. Das Bistum veröffentlichte sie auch auf Presseanfragen hin nicht. Das Bauprojekt war nach Aussagen Beteiligter buchhalterisch nie in Einzelvorhaben geteilt. Kirchenrechtler beurteilen die Stückelung in zehn Bauvorhaben als Umgehungstatbestand. Die rückwirkende Zustimmung des Vermögensverwaltungrates habe die Rechtsverstöße gegen das Statut des Bischöflichen Stuhls nicht aufgehoben. Wegen fehlender Haushaltspläne seien die meisten für den Bau eingesetzten Mittel nicht legal ausgegeben worden.

### Prüfung und Papstentscheidung
Am 17. Oktober 2013 informierte Robert Zollitsch den Papst über die Situation im Bistum Limburg. Die von der Deutschen Bischofskonferenz (DBK) eingesetzte Prüfungskommission begann am 18. Oktober unter der Leitung von Manfred Grothe ihre Arbeit. Weitere Mitglieder waren Lorenz Wolf, Michael Himmelsbach (Finanzabteilungsleiter im Erzbistum Freiburg), Michael Duus (Baufachmann vom Projektsteuerungsbüro der WSP Group in Düsseldorf) und Josef Gronemann (Wirtschaftsprüfer aus Köln).
Am 21. Oktober empfing Papst Franziskus Tebartz-van Elst zu einer Privataudienz. Dabei soll er sich beim Papst für persönliche Fehler entschuldigt und „Kommunikationspannen“ wie die späte Bekanntgabe der Baukosten bedauert haben, so die italienische Zeitung La Repubblica. Am 23. Oktober erklärte der Vatikan, Tebartz-van Elst könne seinen Bischofsdienst gegenwärtig nicht ausüben. Bis die Ergebnisse der Prüfungskommission der DBK vorlägen, gewähre der Heilige Stuhl ihm eine Zeit außerhalb der Diözese. Der von Tebartz-van Elst zum 1. Januar 2014 ernannte Generalvikar Wolfgang Rösch werde sein Amt ab sofort antreten. Ab dem 30. Oktober 2013 hielt sich Tebartz-van Elst im Kloster Metten auf.
Infolge des Limburger Falls thematisierten deutsche Medien seit Oktober 2013 die Vermögen der deutschen Bistümer. Einige Diözesen veröffentlichten ihre Vermögensverhältnisse oder kündigten diesen Schritt an. Eine erhebliche Steigerung der Kirchenaustritte in Deutschland wird als „Tebartz-Effekt“ bezeichnet, weil viele ihren Austritt mit dem Skandal um den Bischof begründeten. Im Dezember 2013 ließ Generalvikar Rösch alle Finanz- und Bauangelegenheiten des Bischöflichen Stuhls in die Bistumsverwaltung zurückführen. Das Bistum Limburg will „das Vermögen, aber auch die Verpflichtungen vollständig transparent machen“.
Am 3. März 2014 übergab Zollitsch den Bericht der Prüfungskommission an den Vatikan. Am 26. März 2014 gab der Vatikan bekannt: Wegen der Situation in Limburg, die eine fruchtbare Ausübung des Bischofsamts durch Tebartz-van Elst verhindere, habe der Heilige Stuhl den von ihm am 20. Oktober 2013 angebotenen Amtsverzicht angenommen. Er werde zu gegebener Zeit mit einem neuen Amt betraut. Manfred Grothe wurde zum Apostolischen Administrator für das Bistum Limburg ernannt.
Die DBK veröffentlichte am selben Tag den Abschlussbericht der Prüfungskommission und fasste als Ergebnisse zusammen: In sechs Sitzungen habe die Kommission einige Verstöße gegen geltendes Vermögensrecht festgestellt. Tebartz-van Elst habe häufig versäumt, dem Vermögensverwaltungsrat „Rechtsgeschäfte zumindest zur Anhörung vorzulegen“. Auch der Rat sei seinen Pflichten nicht ausreichend nachgekommen. Die Gesamtkosten von rund 31,5 Mio. Euro gingen vorwiegend auf die Wünsche und Aufträge des Bischofs zurück. Er habe sich nicht um Details der Finanzierung gekümmert und sei Fragen danach bewusst ausgewichen. Zu jedem Zeitpunkt hätten er und zwei weitere Eingeweihte von den Kostensteigerungen Kenntnis gehabt. Auf seinen Wunsch seien bis 28. Juni 2013 falsche Zahlen dazu veröffentlicht worden; auch Kardinal Lajolo habe er nicht korrekt informiert. Spätestens am 13. September 2013 habe er von den Gesamtkosten gewusst.
Tebartz-van Elst erklärte dazu: Er habe die Gesamtsumme erst einen Tag nach seinem Gespräch mit Kardinal Lajolo (20. September 2013) erfahren. Für die mangelnde Respektierung der Beispruchsrechte des Vermögensverwaltungsrats sei Generalvikar Kaspar verantwortlich gewesen. Er habe Kaspar wegen einer vorgefundenen ungeordneten Verwaltung und auf Rat von Franz Kamphaus eingestellt. Kaspar habe frühere Aufgaben des Finanzdezernats, darunter die Bauverwaltung, die Rolle des Bischöflichen Ökonomen und das Anlagegeschäft, in eigene Regie genommen, einen anderen Architektenentwurf und persönliche Bekannte als Kunstausstatter gewählt und ohne Kenntnis des Bischofs zusätzliches Mobiliar bestellt. Die Pflicht zur Diskretion habe auch vor 2008 bestanden. Mit damaligen Indiskretionen sei ein „Weg der Intransparenz“ eingeschlagen worden. Die Gesamtkosten seien keine Mehrkosten. Die ihm bekannten Details dazu habe er der Bischofskongregation mitgeteilt. Er sei kein Finanz- oder Baufachmann und daher nur begrenzt verantwortlich, habe aber von Anfang an auf Qualität und Nachhaltigkeit geachtet. Dies wurde in deutschen Medien als Schuldzuweisung an andere verstanden.
Am 28. März 2014 führte Papst Franziskus ein 15-minütiges Gespräch mit Tebartz-van Elst. Danach erklärte dieser: In seiner Amtsführung in Limburg sei der Eindruck entstanden, er habe vorrangig eigene Ziele und Interessen verfolgt und ohne Abstimmung durchgesetzt. Er habe inzwischen erkannt, dass er Fehler gemacht und damit Vertrauen zerstört habe, wenn auch nie absichtlich. Dafür bat er alle Betroffenen um Vergebung. Er sehe in der Papstentscheidung die Chance für einen Neubeginn für das Bistum Limburg und für sich. Er bat darum, seine Stellungnahme zum Prüfbericht nicht als Anfang einer neuen Auseinandersetzung zu nehmen. Kardinal Karl Lehmann bedauerte, dass Tebartz-van Elst weder vor noch nach der Papstentscheidung konkrete Fehler benannte, die er bereue. Ein „vernichtendes Medienecho“ sei daher nicht verwunderlich. „Besonders abstoßend“ in seiner Stellungnahme zum Prüfbericht sei die Belastung des früheren Generalvikars Franz Kaspar.

### Aufarbeitung nach dem Amtsverzicht
Die Staatsanwaltschaft Limburg a. d. Lahn prüfte seit Oktober 2013 wegen mehrerer Anzeigen Ermittlungen wegen des Verdachts der Untreue gegen Tebartz-van Elst. Sie erwog anhand des DBK-Prüfberichts im März 2014, ein förmliches Ermittlungsverfahren wegen Untreue gegen Tebartz-van Elst und andere Bistumsmitglieder einzuleiten. Sie stellte die Ermittlungen im Juli 2014 jedoch ein, da nur Verstöße gegen kirchliches Recht vorlägen, für die allein die Kirche zuständig sei. Die Rechtswissenschaftlerin Frauke Rostalski (Universität Marburg) beschrieb diese Entscheidung in einer Forschungsarbeit (erschienen Juli 2015) als „schwerwiegendes Versagen“ oder sogar als „Rechtsbeugung“, da sie wesentliche Prinzipien der Rechtsstaatlichkeit verletze und der bisherigen Rechtsprechung des Bundesgerichtshofs widerspreche. Der Straftatbestand der Untreue könne bei Körperschaften des öffentlichen Rechts nicht auf der Basis von Art. 140 GG als „innerkirchliche Angelegenheit“ behandelt werden. Dem stimmten Staatsrechtler wie Udo Di Fabio zu. Eine Wiederaufnahme des Verfahrens wurde juristisch geprüft.
Im Mai 2014 gaben der eingesetzte Bistumsleiter Manfred Grothe und sein Stellvertreter Wolfgang Rösch bekannt, dass Tebartz-van Elst ein Ruhestandsgehalt von 71 % seines letzten Gehalts nach der Besoldungsgruppe B8 bezieht. Sie kritisierten, dass er weiterhin im Limburger Bischofssitz wohnte, und schlossen ein Verfahren vor dem Papstgericht Römische Rota wegen der entstandenen Schäden im Bistum Limburg nicht aus. Grothe wandte sich in dieser Angelegenheit mehrfach an den Apostolischen Stuhl, ohne dass bislang konkret über eine Forderung und deren mögliche Höhe entschieden wurde. Am 9. September 2015 teilte die Bistumsverwaltung mit, die Kongregation für die Bischöfe in Rom halte im Einvernehmen mit dem Staatssekretariat des Vatikans die Prüfung von Schadensersatzansprüchen gegen den emeritierten Bischof sowie die Eröffnung eines entsprechenden kanonischen Verfahrens nicht für angebracht.

## Delegat beim Päpstlichen Rat für Neuevangelisierung

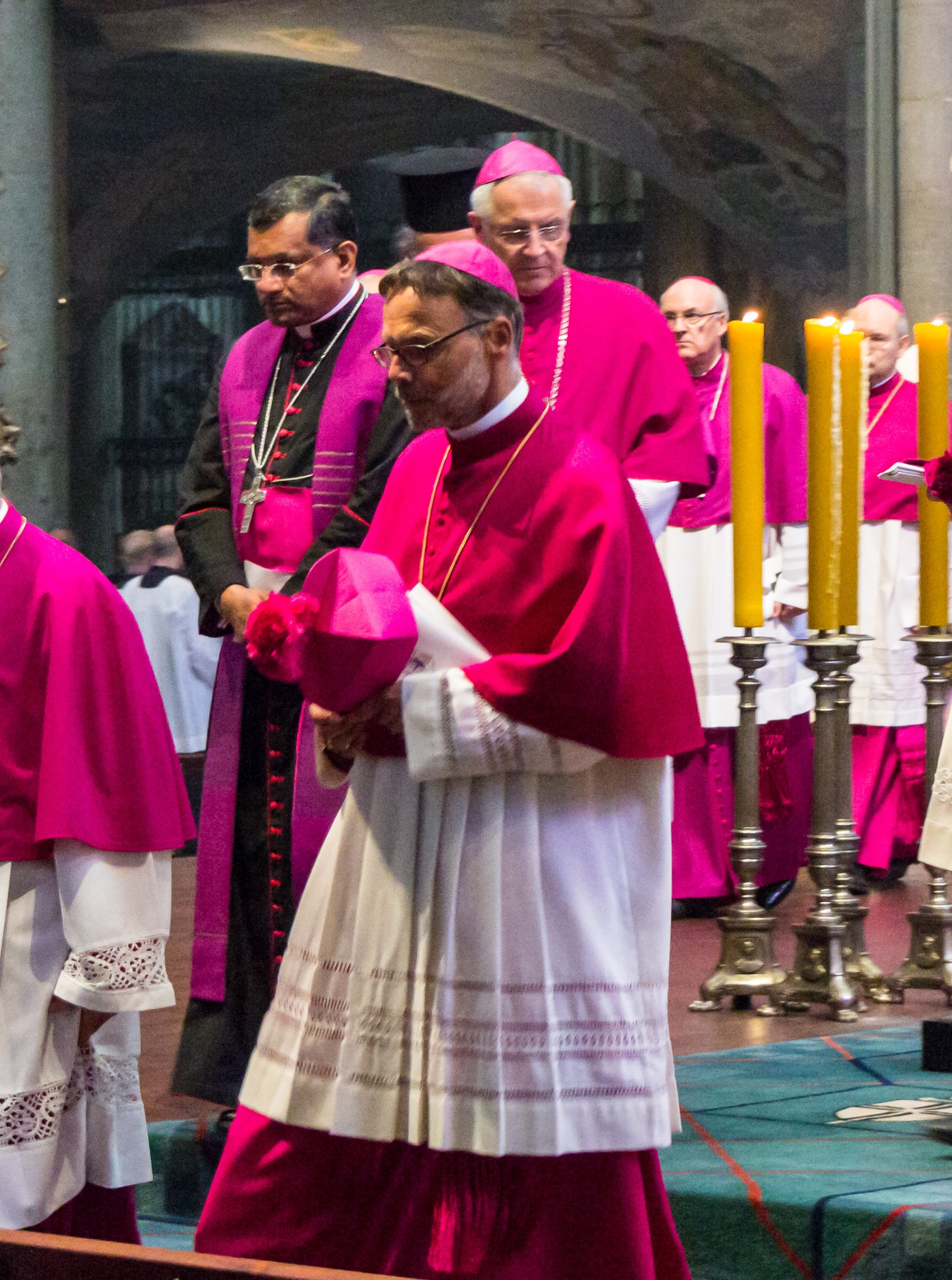
Franz-Peter Tebartz-van Elst 2017 im Kölner Dom

Papst Franziskus ernannte Tebartz-van Elst am 5. Dezember 2014 zum Delegaten im Päpstlichen Rat für die Neuevangelisierung mit Zuständigkeit für die Katechese. Seither gehört Tebartz-van Elst als Kurienbischof dem Leitungsteam des päpstlichen Rates an.
Für die Heiligsprechung von Maria Katharina Kasper am 14. Oktober 2018 hatte sich Bischof Franz-Peter Tebartz-van Elst besonders eingesetzt. Er hatte sie im Februar 2012 beantragt. Die Heiligsprechung fand im Rahmen der Bischofssynode zum Thema „Die Jugendlichen, der Glaube und die Berufungsunterscheidung“ auf dem Petersplatz vor dem Petersdom des Vatikans in Rom statt. Anlässlich der Heiligsprechung traf Tebartz-van Elst erstmals seit seinem Rücktritt mit einer größeren Gruppe von Katholiken des Bistums Limburg in Rom zusammen und feierte gemeinsam mit ihnen und seinem Nachfolger Bischof Georg Bätzing einen Dankgottesdienst.
Im Juni 2020 stellte Franz-Peter Tebartz-van Elst, in seiner Funktion als Delegat beim Päpstlichen Rat für Neuevangelisierung, gemeinsam mit den Kurienerzbischöfen Rino Fisichella und José Octavio Ruiz Arenas in Rom ein neues „Direktorium für die Katechese“ vor, ein Handbuch für den Unterricht im Glauben im digitalen Zeitalter. Am 11. Mai 2021 stellte er in der Sala Stampa, gemeinsam mit Erzbischof Rino Fisichella, das Motu proprio „Antiquum ministerium“ von Papst Franziskus vor, das dieser am 10. Mai 2021 unterzeichnet hatte. In diesem Apostolischen Schreiben wird der alte Dienst des Katecheten als neues Amt eingeführt. 2022 wurde der Päpstliche Rat für Neuevangelisierung in das Dikasterium für die Evangelisierung eingegliedert, dessen Präfekt der Papst ist.

## Rezeption
Der Fall fand in den Medien große Beachtung,  schon bald etablierte sich die geflügelte Bezeichnung Protz-Bischof für Tebartz-van Elst. Auch vom Skandal von Limburg war die Rede.
Im Jahr 2013 landete das Wort Protz-Bischof auf Platz 2 der von der Gesellschaft für deutsche Sprache erstellten Liste für das Wort des Jahres in Deutschland.
Es verbreiteten sich Gerüchte rund um den Fall, die sich zum Teil bis heute hartnäckig halten, so war zum Beispiel immer wieder von einer goldenen Badewanne mit vergoldeten Armaturen die Rede, obwohl dies nachweislich nicht der Wahrheit entspricht.
Das Satiremagazin Extra 3 widmete dem Fall einen Song, der auf der Melodie des Rio-Reiser-Hits König von Deutschland basiert.
Der Limburger Partyschlagersänger Ikke Hüftgold verarbeitete den Stoff im Jahr 2013 in seinem Bischofslied, einer umgetexteten Version seines zuvor veröffentlichten Geburtstagsliedes.

## Veröffentlichungen
Autor
- Der Erwachsenenkatechumenat in den Vereinigten Staaten von Amerika: Eine Anregung für die Sakramentenpastoral in Deutschland (= Münsteraner theologische Abhandlungen. Band 28). Oros, Altenberge 1993, ISBN 3-89375-086-X (Dissertation, Universität Münster, 1993).
- Gemeinde in mobiler Gesellschaft: Kontexte – Kriterien – Konkretionen (= Studien zur Theologie und Praxis der Seelsorge. Band 38). Echter, Würzburg 1999, ISBN 3-429-02148-0 (Habilitationsschrift, Universität Münster, 1998/99).
- Gemeinden werden sich verändern: Mobilität als pastorale Herausforderung. Mit einem Beitrag von Dieter Emeis. Echter, Würzburg 2001, ISBN 3-429-02388-2.
- Handbuch der Erwachsenentaufe: Liturgie und Verkündigung im Katechumenat. Aschendorff, Münster 2002, ISBN 3-402-05384-5.
- Glaube braucht Gestalt: Ermutigung zu einer missionarischen Spiritualität. Butzon & Bercker, Kevelaer 2006, ISBN 3-7666-0808-8.
- mit Stefan Böntert: Gemeinden geistlich gründen. Dialogverlag, Münster 2007, ISBN 978-3-937961-51-4.
- Wer glaubt, sieht mehr! Perspektiven und Prioritäten. Butzon & Bercker, Kevelaer 2009, ISBN 978-3-7666-0960-1.
- Inhalte brauchen Zeugen (= Positionen und Perspektiven. Band 1). Verlag des Bischöflichen Ordinariats, Limburg 2009, ISBN 978-3-921221-68-6 (enthält auch: Mission braucht Mut zum Inhalt).
- Priester – prophetische Existenz und persönliches Zeugnis (= Positionen und Perspektiven. Band 2). Verlag des Bischöflichen Ordinariats, Limburg 2010, ISBN 978-3-921221-77-8.
- Werte wahren – Gesellschaft gestalten: Plädoyer für eine Politik mit christlichem Profil. Butzon & Bercker, Kevelaer 2012, ISBN 978-3-7666-1390-5.
- Ehe und Familie als kontrastierender Lebensentwurf in einer nachchristlichen Gesellschaft. Altius, Erkelenz 2012, ISBN 978-3-932483-44-8.
- Der Ton macht die Musik: Katechese als Stimme der Kirche. Butzon & Bercker, Kevelaer 2019, ISBN 978-3-7666-2532-8.
- Echolot des Glaubens: Beiträge zur Vertiefung der Katechese. Friedrich Pustet, Regensburg 2023, ISBN 978-3-7917-3460-6.
- Rom mit neuen Augen sehen: Ein geistlicher Begleiter durch die Ewige Stadt. Butzon & Bercker, Kevelaer 2024, ISBN 978-3-7666-2603-5.

Herausgeber
- Öffne uns den Brunnen der Taufe: Die Feiern der Eingliederung in die Kirche (= Feiern mit der Bibel. Band 1). Verlag Katholisches Bibelwerk, Stuttgart 1995, ISBN 3-460-08001-9.
- Entflamme in uns die Sehnsucht nach dem Licht: Tauferinnerung in der Verkündigung des Kirchenjahres (= Feiern mit der Bibel. Band 2). Verlag Katholisches Bibelwerk, Stuttgart 1996, ISBN 3-460-08002-7.
- Katechese im Umbruch: Positionen und Perspektiven. Für Dieter Emeis. Herder, Freiburg im Breisgau 1998, ISBN 3-451-26160-X.
- Gemeinsamkeit im Wollen – Geschlossenheit im Handeln (= Positionen und Perspektiven. Nr. 3). Verlag des Bischöflichen Ordinariats, Limburg 2011, ISBN 978-3-921221-83-9.

Beiträge in Büchern
- Katechese als formende Kraft der Kirche. 30 Jahre Catechesi tradenda. In: George Augustin (Hrsg.): Die Kirche Jesu Christi leben. Reihe Theologie im Dialog Band 4. Herder, Freiburg 2010, ISBN 978-3-451-30314-2, S. 108–128.
- „Im Haus meines Vaters gibt es viele Wohnungen…“ (Joh 14,2) : Nachbarschaft als Narthex einer pastoralen Ökumene. In: Stefan Kopp, Joachim Werz (Hrsg.): Gebaute Ökumene. Botschaft und Auftrag für das 21. Jahrhundert? Reihe Theologie im Dialog Band 24. Herder Freiburg 2018, ISBN 978-3-451-38188-1, S. 180–200.